# Vergunningverlening, toezicht en handhaving
Vergunningverlening, toezicht en handhaving (VTH) is een verzameling instrumenten ten dienste van de Nederlandse Omgevingswet. Het informatiepunt leefomgeving (iplo.nl) bevat informatie over de uitvoeringsdiensten en de kwaliteitscriteria.